# Bataille de la Koromo-gawa
La bataille de la Koromo-gawa le 15 juin 1189, est celle qui voit la mort de l'un des héros les plus populaires de l'histoire du Japon, le samouraï Minamoto no Yoshitsune.

## Causes
Après la guerre de Gempei, en 1185, Minamoto no Yoshitsune vient s'installer à Kyōto où on lui donne une place auprès de l'empereur retiré Go-Shirakawa.
Le nouveau dirigeant du Japon, Minamoto no Yoritomo, frère de Yoshitsune, jaloux de sa renommée, inquiet de l'influence de l’Hō-ō sur son frère, et considérant comme une violation de ses privilèges le fait qu'il avait attribué des terres à ses vassaux pour les récompenser de leurs efforts de guerre, rappelle alors son frère à Kamakura pour le tenir à l'œil.
Yoshitsune, dont le comportement au cours de la guerre avait privé de nombreux soutiens (ses tactiques audacieuses, inspirées de celles des moines et des montagnards parmi lesquelles il avait grandi, semblaient presque sacrilèges aux yeux de samouraïs attachés aux usages guerriers traditionnels), se retrouvait isolé. Il finit par demander de l'aide à Go-Shirakawa, et celle-ci venant trop tard, il prend alors la fuite et se voit contraint de fuir à nouveau dans la province de Mutsu chez Fujiwara no Hidehira, mais celui-ci meurt en 1187, laissant par testament la place de gouverneur à Yoshitsune plutôt qu'à son fils Fujiwara no Yasuhira. Celui-ci refuse de se voir évincer, ce qui provoque des troubles au sein des Ōshū Fujiwara et permet à Yoritomo d'apprendre où se cache son frère.

## Déroulement
Le 15 juin 1189, sur ordre de Yoritomo (ou peut-être simplement par crainte de sa réaction), Yasuhira attaque Yoshitsune qui résidait alors chez Fujiwara no Motonari. Benkei et les derniers partisans de Yoshitsune organisent une défense désespérée pour donner à ce dernier le temps de se donner la mort par seppuku après avoir tué sa jeune épouse. On ignore s'il a eu le temps de se donner la mort ou s'il a été tué par ses ennemis avant d'y avoir réussi.
La tête de Yoshitsune fut ensuite transportée à Kamakura, où elle provoqua un vif émoi.

## Conséquences
Quelques mois plus tard, Yoritomo fait exécuter Yasuhira sous prétexte qu'il a hébergé Yoshitsune. Il fait ainsi d'une pierre deux coups : en éliminant son trop héroïque frère, il se libère d'une menace, et en éliminant Yasuhira il se débarrasse de la puissante famille Ōshū Fujiwara, s'emparant ainsi de la région de Tōhoku et de ses mines d'or.